# Суперкубок В'єтнаму з футболу 2022
Суперкубок В'єтнаму з футболу 2022  — 23-й розіграш турніру. Матч відбувся 29 січня 2023 року між чемпіоном і володарем кубка В'єтнаму клубом Ханой T&T та віце-чемпіоном В'єтнаму клубом Хайфон.
| Володар Суперкубка В'єтнаму 2022 |
| -------------------------------- |
|                                  |
| Ханой T&T П'ятий титул           |

## Матч

### Деталі
| 29 січня 2023 12:00 (EEST) |

| Ханой T&T                   | 2:0      | Хайфон |
| --------------------------- | -------- | ------ |
| Лукан 27' Тран Ван Кіен 76' | Протокол |        |

| Хангдай, Ханой Глядачів: 10 000 Арбітр: Нгуєн Дінь Тай |